# POWER5
POWER5 — серия микропроцессоров, разработанная IBM. По сути, является усовершенствованной версией своего очень успешного предшественника POWER4. Главные отличия — поддержка одновременной многопоточности и встроенный контроллер памяти. Каждое из двух ядер поддерживает 2 потока задач, итого 4 потока может исполняться одновременно. Выпускается в вариантах c 1 процессором и с 4 процессорами на плате. Усовершенствованная версия POWER5+ имеет два процессора на плате.
Несколько таких процессоров могут работать сообща, превращаясь в единый векторный процессор, благодаря технологии ViVA (Virtual Vector Architecture).
Процессоры находят применение в серверах IBM серий p и i, а также в качестве контроллеров в принтерных системах старшего класса Infoprint и в серверах хранения DS8000. Кроме того, компания Bull использует их в своих серверах Escala.